# تاماکو مارکت
تاماکو مارکت یک مجموعه انیمهٔ تلویزیونی ژاپنی به کارگردانی نائوکو یامادا و نویسندگی ریکو یوشیداست. تاماکو مارکت داستان دختری جوان به نام تاماکو کیتاشیراکاوا، دختر صاحب یک مغازۀ موچی‌فروشی واقع در مرکز خرید بخش کامیگیو را روایت می‌کند، اما زندگی او با ورود یک پرندهٔ عجیب و غریب به نام درا موچی‌مازی از یک جزیرهٔ گرمسیری نزدیک، پیچیده می‌شود.
این مجموعه بین ۱۰ ژانویه تا ۲۸ مارس ۲۰۱۳ در ژاپن پخش شد.این انیمه در آمریکای شمالی تحت مجوز سنتایی فیلم‌ورکس به زبان انگلیسی پخش شده است. یک فیلم بلند در دنبالهٔ این مجموعه در ۲۶ آوریل ۲۰۱۴ در ژاپن به نمایش درآمد و با یک فیلم کوتاه با عنوان درا-چان از جزایر جنوبی همراه بود. کیوتو انیمیشن در سال ۲۰۲۳، از پروژهٔ جدیدی برای جشن دهمین سالگرد این انیمه خبر داد.